# جوبز (فلم)
جوبز (بالإنجليزية: Jobs) فيلم درامي أمريكي إصدار عام 2013، الفيلم من بطولة أشتون كوتشر ومن إخراج جوشوا مايكل ستيرن وإنتاج مارك هولم

## قصة الفيلم
الفيلم هو عبارة عن السيرة الذاتية لحياة مؤسس شركة أبل ستيف جوبز (أشتون كوتشر)، من عام 1974 عندما كان طالبا في كلية ريد وتسربه من دراسته، إلى تأسيسه شركة أبل مع صديقه ستيف وزنياك (الممثل: جوش جاد)، نجاحه كمخترع ورجل أعمال، ليكون واحد من رواد الأعمال في القرن العشرين الأكثر إبداعا.

## أبطال الفيلم
- أشتون كوتشر بدور ستيف جوبز
- جوش جاد بدور ستيف وزنياك
- لوكاس هاس بدور دانيال كوتكي
- فيكتور رازوك بدور بيل فرنانديز
- إدي هاسل بدور كريس اسبينوزا
- رون الدارد بدور رود هولت
- نيلسون فرانكلين بدور بيل أتكنسون
- إيلدين هنسون بدورأندي هيرتيزفيلد
- ليني جاكوبسون بدور باريل سميث
- ديفيد دنمان بدور ألان ألكورن
- جايلز ماثي بدور جوناثان إيف
- ديرموت مولروني بدور مايك ماركولا
- ماثيو مودين بدور جون سكولي
- جي كي سيمنس بدور آرثر روك
- كيفن دن بدور جيل أميليو
- وليام براد هينكه بدور بول تيريل
- روبرت باين بدور إدغار اس. وولارد، الابن
- جيمس وودز بدور جاك دودمان
- جون جيتز بدور بول جوبز
- ليسلي آن وارن بدور كلارا جوبز
- احنا أورايلي بدور كريس آن برينان
- أنيكا بيرتيا بدور ليزا برينان، جوبز (الكبيرة)
- افا دونم بدور ليزا برينان، جوبز (الطفلة)
- آبي غويدو بدور لورين باول جوبز
- بول باريتو بدور ريد جوبز
- أماندا كرو بدور جولي

## روابط خارجية
- مقالات تستعمل روابط فنية بلا صلة مع ويكي بيانات